# Брынцев, Александр Витальевич
Александр Витальевич Брынцев (род. 21 мая 1995, Северск, Томская область) — российский хоккеист, защитник «Амура».

## Карьера
Родился в Северске, находящимся в Томской области. В родном городе не было никаких возможностей для развития, за исключением любительской хоккейной школы «Янтарь». В 13 лет отправился на просмотр в омский «Авангард», в котором впоследствии остался и стал выступать за юниорскую команду на уровне первенства России Региона Урал — Западная Сибирь. В 2011 году, за год до окончания школы, Брынцев переехал в Тюмень, где стал выступать за местный «Газовик-95», а также получил шанс и во взрослой команде, дебютировав на профессиональном уровне в «Восточной Конференции» Российской хоккейной лиги.
На драфте КХЛ 2012 года в пятом раунде Брынцева выбрал нижнекамский «Нефтехимик», в составе которого впоследствии игрок остался выступать на долгие годы. Проведя свои первые сезоны в системе «Нефтехимика», в составе молодёжного клуба «Реактор», Брынцев получил вызов в основную команду и в сезоне 2013/2014, 26 февраля 2014 года, дебютировал в КХЛ, в гостевом матче против казанского «Ак Барса». Всего, в дебютном сезоне на уровне КХЛ, провёл 4 игры.
На будущий сезон стал чаще попадать в основу, а 6 сентября 2015 года, в матче против череповецкой «Северстали» стал автором двух голевых передач, тем самым, открыв счёт персональным очкам в КХЛ. Был вызван в состав молодёжной сборной России, с которой завоевал серебро на Молодёжном чемпионате мира — 2015. 22 сентября 2017 года в матче против челябинского «Трактора» Брынцев забросил свою первую шайбу в лиге в составе «Нефтехимика». Всего на момент окончания сезона 2020/2021 в составе «Нефтехимика», провёл 381 матч (включая игры плей-офф и кубка Надежды), забросил 13 шайб и отдал 51 результативную передачу.
19 августа 2021 года в результате обмена на денежную компенсацию перешёл в московский «Спартак». Всего за клуб провёл 74 матча, в которых набрал 6 (1+5) очков. 15 декабря 2022 года, в результате обмена на спортивные права на Ника Бэйлена, стал игроком «Трактора». 30 апреля 2023 года покинул клуб. 18 мая 2023 года перешёл в «Амур», подписав односторонний контракт на один год.

## Достижения
- Победитель Subway Super Series (2014)
- Серебряный призёр чемпионата мира среди молодёжи (2015)